# Viadotto di San Sergio
Il viadotto di San Sergio (in sloveno viadukt Črni Kal) è il più lungo ed alto viadotto della Slovenia. Si trova sull'autostrada A1 slovena sopra la valle del fiume Ospo tra gli abitati di San Sergio e Gabrovizza nel comune di Capodistria, da cui dista circa 20 km verso est.
Il viadotto è lungo 1065 metri e poggia sopra 11 piloni, il cui più alto raggiunge gli 87,5 metri. La sua costruzione fu iniziata nel 2001 e il viadotto venne aperto al traffico il 23 settembre 2004. Quando era quasi completato, nel maggio 2004, venne usato anche come percorso del Giro d'Italia.

## Galleria d'immagini

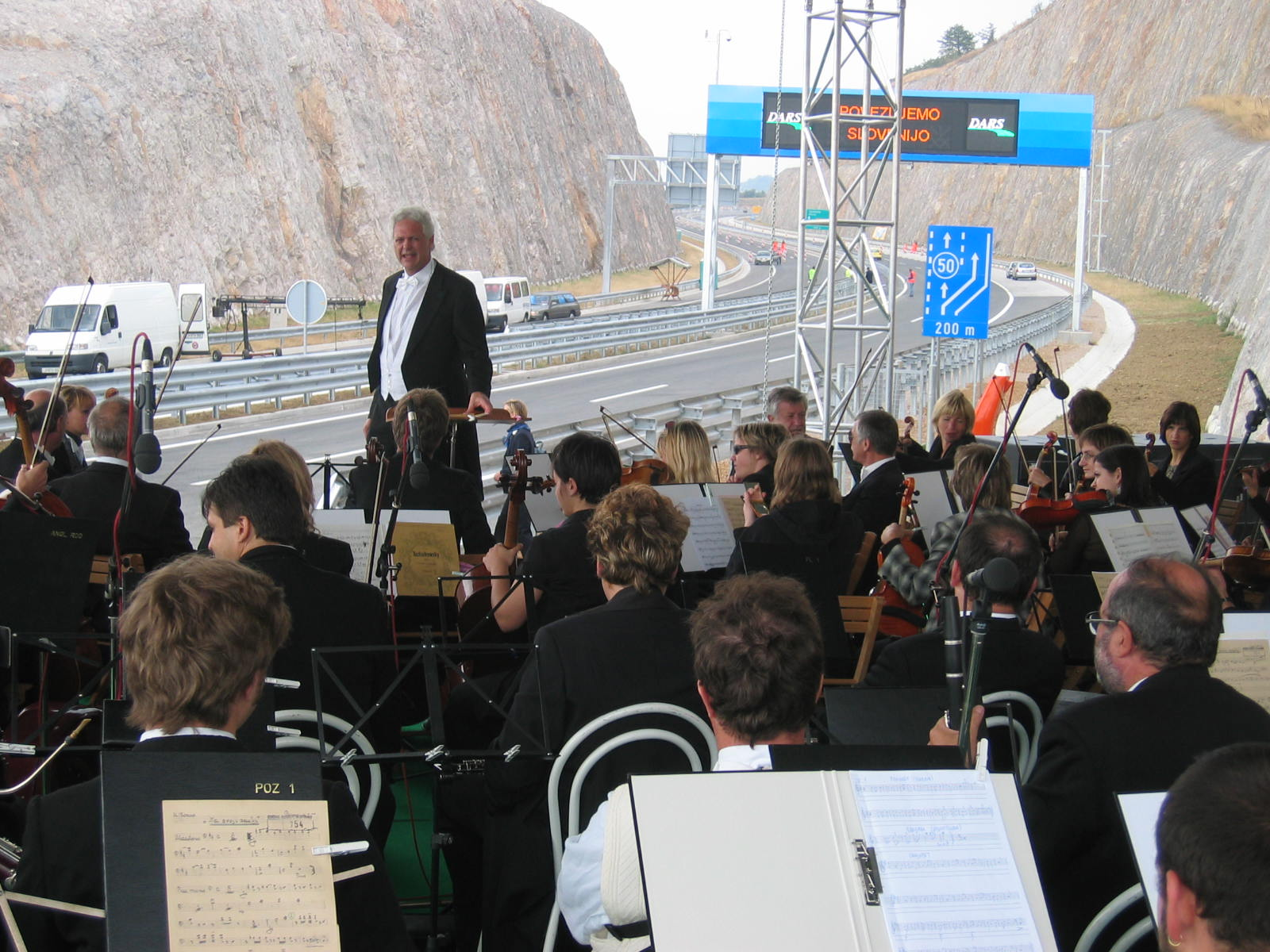
L'inaugurazióne del viadotto.
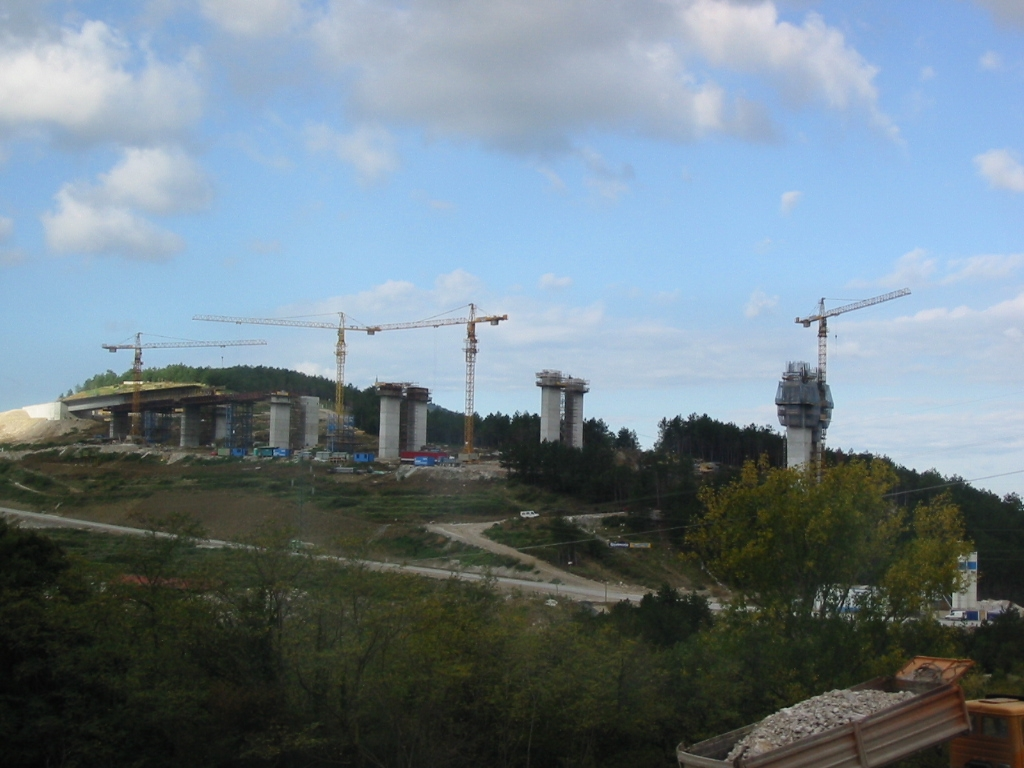
Fasi di costruzione del viadotto.